# Atherospermataceae
Atherospermataceae је фамилија широколисних зимзелених скривеносеменица, познатих под именом јужни сасафраси. Жбунови и дрвеће из ове фамилије је нативно у Јужној хемисфери.

## Класификација и географија фамилије
Фамилија Atherospermataceae обухвата 7 родова са 14 врста:
- (расте на Тасманији, и у аустралијским територијама Викторија и Нови Јужни Велс)
- (расте у Новом Јужном Велсу)
- (расте у Квинсленду)
- (расте у Квинсленду и Новом Јужном Велсу)
- (расте у Новом Јужном Велсу)
- (расте у североисточном Квинсленду)
- (расте у Квинсленду и Новом Јужном Велсу)
- (расте на Новој Гвинеји)
- (расте на Новој Гвинеји)
- (расте у Квинсленду)
- (расте на Новом Зеланду)
- (расте у јужном Чилеу)
- (расте у јужном Чилеу и Аргентини)
- (расте на Новој Каледонији)